# Adrianus Eversen

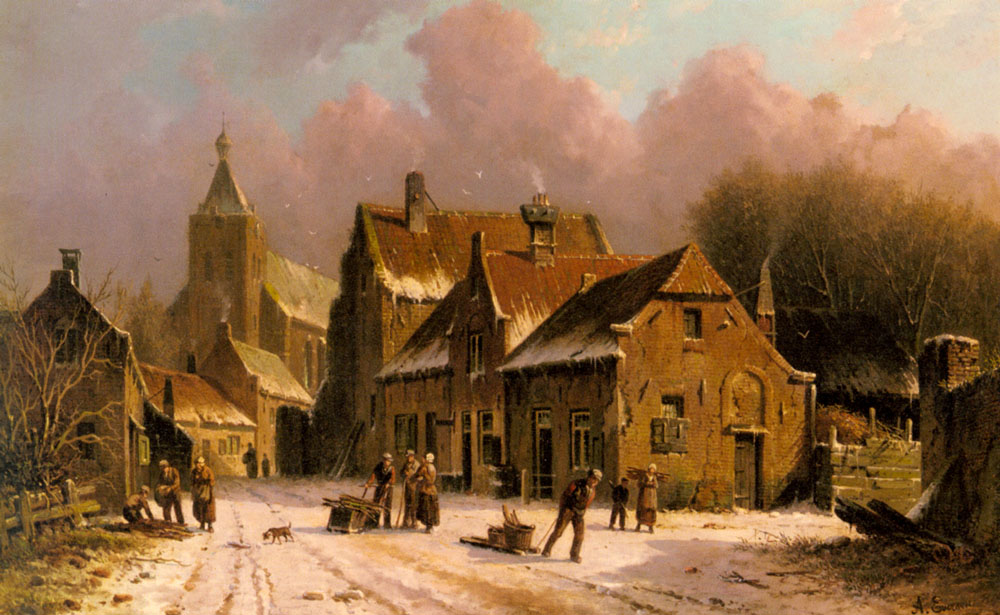
Miasto zimą, 1884

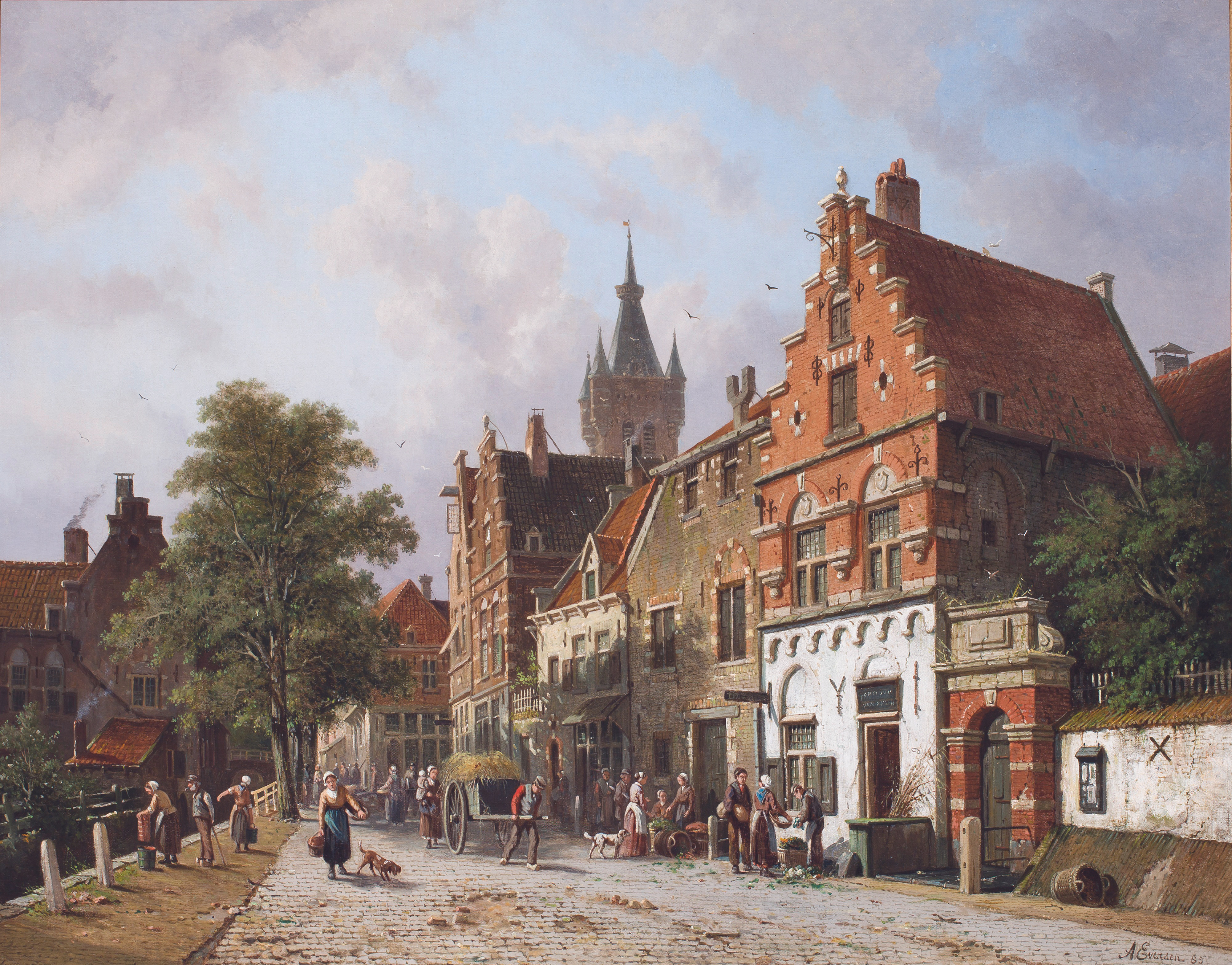
Widok na Delft, 1884

Adrianus Eversen (ur. 13 stycznia 1818 w Amsterdamie, zm. 1 grudnia 1897 w Delfcie) – holenderski malarz miejskiej architektury.

## Życiorys
Studiował malarstwo pod kierunkiem Cornelisa de Kruyffa. Mieszkał i pracował w Amsterdamie. Wystawiał również w Hadze i Leeuwarden, a także poza granicami Holandii m.in. w Bremie, Dreźnie, Berlinie i Wiedniu. Był członkiem stowarzyszenia Arti et Amicitiae, należał do holenderskiej elity artystycznej. Jego głównym konkurentem był Cornelis Springer.
Prace Eversena odznaczają się topograficzną dokładnością, jednocześnie świadczą o wrażliwości autora, stanowią jego poetycką odpowiedź na atmosferę codziennego życia w holenderskich miastach. Szczególną rolę w jego obrazach odgrywało światło, które było środkiem wyrazu i służyło budowaniu nastroju.